# Кристофер и ему подобные
«Кристофер и ему подобные» (англ. Christopher and His Kind) — автобиографическое произведение британского писателя Кристофера Ишервуда, написанное им в 1976 году. Мемуары охватывают период времени с 1929 по 1939 год, когда Кристофер жил в Берлине. События этого отрезка жизни писателя также легли в основу его романа «Прощай, Берлин».

## Сюжет
Когда Ишервуд прибыл в столицу Германии периода заката Веймарской республики, гомосексуальные отношения там были противозаконны, но гомосексуалов тогда практически не преследовали. В 1929 году в Рейхстаге планировали узаконить половые акты между взрослыми мужчинами по взаимному согласию. Однако крах на американской фондовой бирже, паника и экономическая неопределённость в Европе стали неблагоприятным фоном для любых реформ. Когда же в 1933 году к власти пришли нацисты, начались гонения не только на евреев-предпринимателей, но и на гомосексуалов. Берлин 30-х годов двадцатого века — это город, где царит безработица, недоедание, кризис на рынке ценных бумаг и ненависть к Версальскому договору. А для Кристофера Берлин — это прежде всего мальчики, парни-проститутки и бары для гомосексуалов. «Кристофер и ему подобные» охватывает период вплоть до 1939 года, когда герой бежал из Германии в Америку. Ишервуд откровенно описывает свою жизнь в Берлине 1930-х годов, повествуя о том, как он отчаянно пытался спасти от нацистов и от надвигающейся войны немецкого парня и своего возлюбленного по имени Хайнц. Все попытки изменить гражданство Хайнца оказались безуспешны, Хайнц и Кристофер расстались. В 1938 году Ишервуд едет в Египет, а год спустя перебирается в Соединенные Штаты, в страну, в которой он проживёт до конца своей жизни.

## Экранизация
В 2011 году вышел одноимённый фильм, сценарий которого является адаптацией автобиографии Кристофера Ишервуда. Проект реализован каналом BBC и предназначен для телевидения.